# Khaddi Sagnia
Khadijatou Victoria "Khaddi" Sagnia, född 20 april 1994 i Kropps församling i Malmöhus län, är en svensk friidrottare som har specialiserat sig på grenarna tresteg och längdhopp. Sagnia, som tävlar för IF Göta i Karlstad, har gambiskt påbrå då hennes mor är född i Gambia. Är gift med Lars Jarnefjord.

## Karriär

### Unga år
Khaddi Sagnia är född i Helsingborg men flyttade i tidig ålder till Hjällbo i Göteborg. Som 16-åring vann Sagnia guld i tresteg i Ungdoms-OS i Singapore 2010 med ett hopp på 13,56 m. Året efter vann hon trestegstävlingen i Finnkampen för seniorer, tog SM-guld och tävlade i Diamond League i tävlingen i Oslo. Samma år förbättrade hon också sitt eget svenska juniorrekord i tresteg till 13,65 meter.

### 2012–14, Skada och rehab
År 2012 drabbades Sagnia av en korsbandsskada för vilken hon genomgick rehabilitering av under två år. Först vintern 2014/15 var hon tillbaka och kvalificerade sig då för Inomhus-EM, där hon hoppade 6,66 m. Hon gick dock inte vidare till final.

### 2015–2016, VM, EM och OS
I mitten av juni 2015 kvalificerade Sagnia sig för VM-tävlingarna i Peking. En månad senare deltog hon vid U23-EM i Tallinn där det blev en fjärdeplats med 6,64 m. I augusti samma år tog hon guld i längdhopp vid SM-tävlingarna med ett hopp på 6,78 m vilket också var ett nytt personligt rekord. Vid VM i Peking i slutet på augusti 2015 tangerade hon sitt bästa resultat när hon med 6,78 slutade på sjunde plats i längdfinalen.
Vid Inomhus-VM 2016 i Portland, Oregon kom Sagnia på en 14:e plats med 6,08 m efter att ha avstått sitt sista hopp på grund av skada. Vid EM i Amsterdam senare under året slutade svenskan på sjätte plats med 6,59 m, sex centimeter från en bronsmedalj. OS i Rio i augusti samma sommar blev en besvikelse för Sagnia som inte kvalade in till finalen efter att ha slutat på 24:e plats av 37 tävlande med resultatet 6,25 m. Vid SM blev hon några veckor senare svensk mästare på 100 meter före Susanna Kallur. 

### 2017–2018, Nya mästerskap
Sagnia deltog i längdhopp vid VM 2017 i London men slogs ut i kvalet. 2018 nådde hon final vid EM efter ett hopp på 6,69 m. I finalen slutade hon på sjunde plats.

### 2019–2021 Ny skada, tillbaka i form
Khaddi Sagnia drabbades i februari 2019 av en korsbandsskada som krävde en ettårig vila från tävlingar. I säsongsdebuten utomhus, i juni 2020, slog Sagnia nytt personligt rekord i längdhopp med ett hopp på 6,81 meter. Det tidigare rekordet hade stått sig sedan 2015.
Vid inomhus-EM 2021 i Toruń tog Sagnia brons i längdhopp efter ett hopp på 6,75 meter. Hon kvalificerade sig till finalen vid OS i Tokyo där hon slutade på nionde plats med ett hopp på 6,67 meter. Efter OS visade hon fin form i Diamond League-tävlingen i Lausanne den 26 augusti 2021, där hon hoppade tangerat personbästa på 6,92 meter. Bara dagar efter hoppade satte hon personbästa med 6,93 meter i kvaltävlingen på SM i Borås.

### 2022
I februari 2022 vid inomhus-SM tog Sagnia sitt tredje raka guld i längdhopp med ett hopp på 6,69 meter. I maj 2022 förbättrade hon sitt personbästa i längdhopp till 6,95 meter vid Diamond League-tävlingen Prefontaine Classic.

## Utmärkelser
Khaddi Sagnia belönades år 2017 med  Stora grabbars och tjejers märke nummer 551.
Khaddi Sagnia tilldelades Anders Carlbergs minnespris 2021, som Årets revanschist. 

## Personliga rekord
| Utomhus - 100 meter – 11,48 (Sollentuna 26 augusti 2016) - 200 meter – 25,14 (Falun 6 augusti 2011) - 800 meter – 2.46,48 (Falun 7 augusti 2011) - 4×100 meter – 47,08 (Sollentuna kommun 16 maj 2015) - 100 meter häck – 13,93 (Sundsvall 1 juli 2015) - 100 meter häck – 13,62 (medvind) (Umeå 2 augusti 2014) - Höjdhopp – 1,78 (Falun 6 augusti 2011) - Längdhopp – 6,95 (Eugene, USA 28 maj 2022) - Tresteg – 13,65 (Vellinge 27 augusti 2011) - Tresteg – 13,86 (medvind) (Karlstad 2 augusti 2011) - Kula – 11,69 (Göteborg 13 oktober 2018) - Spjut – 41,78 (Göteborg 11 oktober 2018) - Sjukamp – 5 287 (Falun 7 augusti 2011) | Inomhus - 60 meter – 7,26 (Göteborg 17 januari 2021) - 60 meter häck – 8,14 (Malmö februari 2018) - Längdhopp – 6,92 (Glasgow 25 februari 2018) - Tresteg – 13,57 (Steinkjer, Norge 11 februari 2012) - Kula – 11,35 (Göteborg 4 december 2011) |